# 水鎂石
水鎂石（英語：Brucite）是氫氧化鎂的礦物形式，化學成分為Mg(OH)2。白色，玻璃光泽，半透明，硬度2.5，比重2.3～2.6。為大理石中方鎂石的常見變質礦物。也是在變質石灰岩和綠泥石片岩中的低溫熱液礦物。並在純橄欖岩蛇紋石化過程中也能形成水鎂石。水鎂石通常與蛇紋石、方解石、文石、白雲石、菱鎂礦、水菱鎂礦、青銅石Artinite、滑石和溫石棉伴生.
它具有層狀CdI2結構，層間有氫鍵。 

## 發現
水鎂石於1824年由 François Sulpice Beudant發現，並以美國礦物學家 Archibald Bruce（1777-1818 年）的名字命名。 水鎂石的一種纖維狀品種被稱為纤维水镁石（nemalite），通常沿[1010]，但有時沿[1120]晶體方向伸長。

## 產地
水鎂石的著名產地在美國賓夕法尼亞州蘭開斯特縣雪松山採石場的伍德鉻礦。在巴基斯坦 Baluchistan 省的 Qila Saifullah 區的水鎂石是葡萄狀黃、白、藍的晶體。 在巴基斯坦俾路支省胡茲達爾區瓦德的貝拉蛇綠岩中也發現了水鎂石。 南非、意大利、俄羅斯、加拿大和其他地方也發現了水鎂石，但最著名的產地是美國、俄羅斯和巴基斯坦。